# Syndrome d'avance de phase du sommeil
 (février 2018).
Si vous disposez d'ouvrages ou d'articles de référence ou si vous connaissez des sites web de qualité traitant du thème abordé ici, merci de compléter l'article en donnant les références utiles à sa vérifiabilité et en les liant à la section « Notes et références ».
Le syndrome d'avance de phase du sommeil (SAPS) est un trouble du sommeil qui fait partie des troubles du rythme veille-sommeil, le rythme dit circadien.
Il s'agit d'une dyssomnie.

## Diagnostic

### Manifestations cliniques
Dans ce trouble, les horaires du sommeil sont très avancés par rapport aux horaires habituels (coucher 18-21 h, réveil 1-3 h) et une somnolence apparait en fin d'après-midi.
La plainte est donc celle d'une insomnie matinale associée à une somnolence en seconde partie de journée.
On ne parle pas de SAPS si le sommeil se déroule aux heures choisies sans contrainte.

### Examens paracliniques
On demande aux patients de réaliser un agenda du sommeil tenu pendant un mois idéalement, avec éventuellement des périodes de vacances incluses. Si la tenue de l'agenda pose des problèmes, on peut réaliser une actimétrie (l'actimètre est une sorte de montre qui enregistre les mouvements sur les 24 h, ce qui permet d'objectiver les horaires de sommeil de la personne).
Enfin, dans le meilleur des cas, on peut enregistrer le patient en polygraphie du sommeil et faire des dosages à intervalles réguliers du taux de mélatonine (montrant un décalage du pic de mélatonine).

## Épidémiologie
La fréquence de la maladie est évaluée à 1 % de la population générale d'âge moyen et au-dessus (beaucoup plus rare que le syndrome de retard de phase du sommeil).
La révélation du SAPS est souvent tardive, contrairement au syndrome de retard de phase du sommeil.
Il existe des formes familiales de SAPS, une anomalie génétique pourrait en être responsable (mutation dominante du gène PER2 sur le chromosome 2q)

## Traitement

### Chronothérapie
Le principe consiste à avancer les horaires de coucher de 3 h tous les 2 jours jusqu'à un recalage (coucher 22-23 h). Le protocole est assez contraignant et nécessite une grande motivation. La chronothérapie, assez souvent est faite dans le cadre d'une hospitalisation.
Elle donne d'assez bons résultats.

### Luxthérapie
Le principe consiste à exposer le patient à une source de lumière en fin de journée pour recaler l'horloge interne.
On demandera également d'éviter de s'exposer à la lumière le matin.
Les améliorations existent, mais souvent transitoires lorsqu'on arrête la luxthérapie.

### Mesures comportementales
Faire la sieste l'après-midi et éviter l'exposition à la lumière le matin.

### Mélatonine
Prise à un horaire précis, elle permettrait de décaler le pic du taux de mélatonine. Cependant aucun résultat vraiment probant n'a été montré.